# Dzierzkowice Wola (gromada)
Dzierzkowice Wola – dawna gromada, czyli najmniejsza jednostka podziału terytorialnego Polskiej Rzeczypospolitej Ludowej w latach 1954–1972.
Gromady, z gromadzkimi radami narodowymi (GRN) jako organami władzy najniższego stopnia na wsi, funkcjonowały od reformy reorganizującej administrację wiejską przeprowadzonej jesienią 1954 do momentu ich zniesienia z dniem 1 stycznia 1973, tym samym wypierając organizację gminną w latach 1954–1972.
Gromadę Dzierzkowice Wola z siedzibą GRN w Dzierzkowicach Woli (obecna pisownia Dzierzkowice-Wola) utworzono – jako jedną z 8759 gromad na obszarze Polski – w powiecie kraśnickim w woj. lubelskim na mocy uchwały nr 10 WRN w Lublinie z dnia 5 października 1954. W skład jednostki weszły obszary dotychczasowych gromad Dzierzkowice Wola i Dzierzkowice Zastawie ze zniesionej gminy Dzierzkowice w tymże powiecie. Dla gromady ustalono 23 członków gromadzkiej rady narodowej.
29 lutego 1956 do gromady Dzierzkowice Wola włączono wieś Sosnowa Wola z gromady Boiska w powiecie opolsko-lubelskim w tymże województwie.
1 stycznia 1957 do gromady Dzierzkowice Wola włączono kolonię Sosnowa Wola (Dębina) oraz kolonię Sosnowa Wola nr 3 i 4 z gromady Boiska w powiecie opolsko-lubelskim w tymże województwie. 
1 stycznia 1960 gromadę zniesiono, włączając jej obszar do gromady Dzierzkowice Rynek w tymże powiecie.
1 stycznia 1973 w powiecie kraśnickim reaktywowano gminę Dzierzkowice.